# Diedrich Heinrich Wätjen
Diedrich Heinrich Wätjen (auch D. H. Waetjen; * 27. Dezember 1785 in Ochtmannien bei Süstedt; † 12. Januar 1858 in Bremen) war ein deutscher Kaufmann und Reeder, sowie Senator in Bremen.

## Biografie
Wätjen wurde als vierter Sohn einer Bauernfamilie aus Ochtmannien geboren. Er folgte 1800 seinem älteren Bruder Julius nach Bremen, wo er eine Lehre zum Kaufmann absolvierte. Ab 1808 begann er Geschäfte auf eigene Rechnung zu tätigen, auch als Blockadebrecher in den Zeiten der Französischen Kontinentalsperre. Bei der Geburt seines ersten Kindes Christian Heinrich verlor er seine Frau Christine. Ab 1818 trat er nach vier Jahren Aufenthalt in England in eine Bremer Firma ein, die er bis 1821 sukzessive übernahm. Er heiratete ein zweites Mal, und zwar eine Tochter aus einer der ältesten Bremer Familien. Nach Aufnahme eines Teilhabers entwickelte sich das Unternehmen unter dem Namen D. H. Wätjen und Co. zu der größten privaten Segelschiffreederei der Welt.
1837 wählte man ihn zum Bremer Senator, der er bis 1857 blieb. Er vertrat eine liberale Linie und arbeitete eng mit Arnold Duckwitz und Johann Smidt zusammen.
Ab 1851 lebte er die meiste Zeit auf seinem Landsitz in Blumenthal (heute Wätjens Park dem späteren Standort von Wätjens Schloss), nachdem er zum zweiten Mal Witwer geworden war.
Sein Halbbruder war der Kaufmann Diedrich Hermann Wätjen (1800–1868). 

## Ehrungen
Die Wätjenstraße wurde nach den Reedern Diedrich Heinrich Wätjen und Christian Heinrich Wätjen benannt.